# Piotr Zieliński (voetballer)
Piotr Sebastian Zieliński (Ząbkowice Śląskie, 20 mei 1994) is een Pools voetballer die doorgaans als offensieve middenvelder speelt. Hij tekende in juli 2024 een contract bij Internazionale, dat hem transfervrij overnam van Napoli. Zieliński debuteerde in 2013 in het Pools voetbalelftal.

## Clubcarrière

### Udinese
Zieliński speelde in de jeugd bij Orzeł Ząbkowice Śląskie en Zagłębie Lubin voor hij op zeventienjarige leeftijd vertrok naar die van Udinese. Na één seizoen in het tweede elftal werd hij daar aan de eerste ploeg toegevoegd. Zieliński maakte op 2 november 2012 zijn debuut in de Serie A, als invaller voor Antonio Di Natale in de blessuretijd van een wedstrijd tegen Cagliari. Het lukte hem in de volgende twee seizoenen niet om zich op te werken tot basisspeler. Udinese verhuurde Zieliński daarom in september 2014 voor twee seizoenen aan Empoli FC, dat in het voorgaande seizoen promoveerde uit de Serie B. Hier werd hij wel een vaste waarde. Hij speelde gedurende zijn huurperiode meer dan zestig wedstrijden voor de club in de Serie A.

### Napoli
Zieliński tekende in augustus 2016 een contract bij Napoli, de nummer twee van Italië in het voorgaande seizoen. Dat betaalde circa € 16.000.000,- voor hem aan Udinese. Hij werd er ploeggenoot van onder anderen zijn eveneens net aangetrokken landgenoot Arek Milik. Op 31 oktober 2021 scoorde hij de enige treffer in de derby tussen US Salernitana 1919 en Napoli, hij werd met 32 goals ook de op-een-na all-time Poolse topscorer in de geschiedenis van de Serie A. Hij passeerde Zbigniew Boniek en had alleen Milik nog voor zich. In de zomer vertrokken Lorenzo Insigne, Dries Mertens en Kalidou Koulibaly, samen goed voor 1148 wedstrijden in het blauw van Napoli, waardoor Zielinski de speler werd met de meeste wedstrijden voor Napoli binnen de selectie.

### Internazionale
In juli 2024 vertrok Zielínski transfervrij naar Internazionale, waar hij een contract voor vier jaar tekende.

## Clubstatistieken
| Seizoen | Club     | Competitie | Competitie | Competitie | Beker | Beker | Internationaal | Internationaal | Totaal | Totaal |
| Seizoen | Club     | Competitie | Wed.       | Dlp.       | Wed.  | Dlp.  | Wed.           | Dlp.           | Wed.   | Dlp.   |
| ------- | -------- | ---------- | ---------- | ---------- | ----- | ----- | -------------- | -------------- | ------ | ------ |
| 2012/13 | Udinese  | Serie A    | 9          | 0          | 0     | 0     | —              | —              | 9      | 0      |
| 2013/14 | Udinese  | Serie A    | 10         | 0          | 0     | 0     | 1              | 0              | 11     | 0      |
| 2014/15 | → Empoli | Serie A    | 28         | 0          | 2     | 0     | —              | —              | 30     | 0      |
| 2015/16 | → Empoli | Serie A    | 35         | 5          | 1     | 0     | —              | —              | 36     | 1      |
| 2016/17 | Napoli   | Serie A    | 36         | 5          | 4     | 1     | 7              | 0              | 47     | 6      |
| 2017/18 | Napoli   | Serie A    | 36         | 4          | 2     | 0     | 9              | 3              | 47     | 7      |
| 2018/19 | Napoli   | Serie A    | 36         | 6          | 1     | 0     | 12             | 1              | 49     | 7      |
| 2019/20 | Napoli   | Serie A    | 37         | 2          | 5     | 0     | 7              | 0              | 49     | 2      |
| 2020/21 | Napoli   | Serie A    | 36         | 8          | 5     | 0     | 6              | 2              | 47     | 10     |
| 2021/22 | Napoli   | Serie A    | 35         | 6          | 0     | 0     | 7              | 2              | 42     | 8      |
| 2022/23 | Napoli   | Serie A    | 8          | 1          | 0     | 0     | 3              | 3              | 11     | 4      |
| Totaal  | Totaal   | Totaal     | 306        | 37         | 20    | 1     | 52             | 11             | 378    | 49     |

Bijgewerkt op 5 oktober 2022

## Interlandcarrière

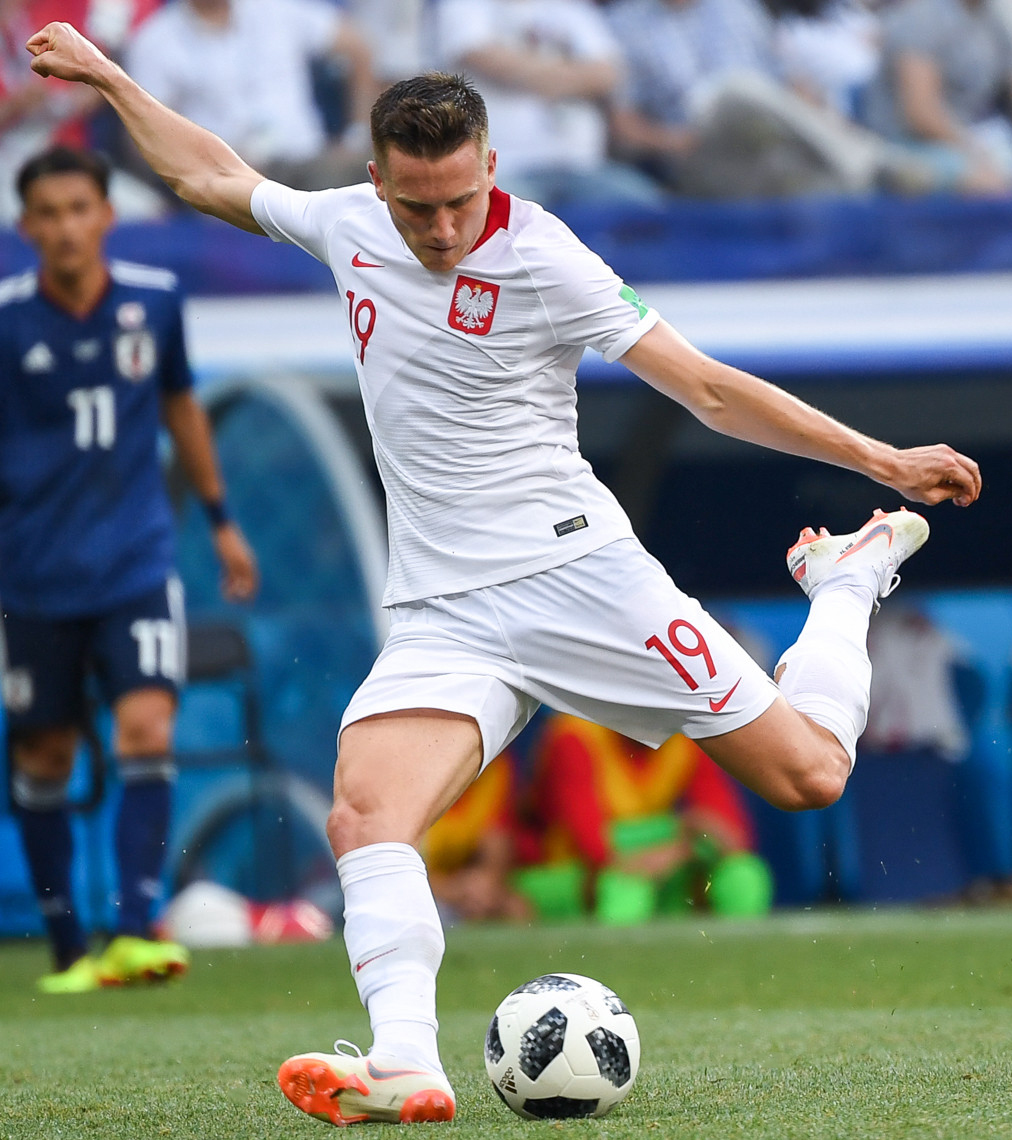
Zieliński met Polen op het WK 2018 tegen Japan

Zieliński speelde in diverse Poolse nationale jeugdelftallen. Hij debuteerde op 4 juni 2013 onder bondscoach Waldemar Fornalik in het Pools voetbalelftal, in een oefeninterland tegen Liechtenstein (2–0 winst). Hij maakte op 14 augustus 2014 zijn eerste interlanddoelpunt, in een oefeninterland tegen Denemarken. Het was het winnende doelpunt (3–2). Zieliński behoorde tot de selectie van bondscoach Adam Nawałka die deelnam aan het EK 2016 in Frankrijk. Polen werd in de kwartfinale na strafschoppen uitgeschakeld door Portugal (1–1, 3–5). Jakub Błaszczykowski was de enige speler die miste. Zieliński kwam tijdens het toernooi één helft in actie. Nawałka nam hem ook mee naar het WK 2018. Hierop was hij basisspeler in alle drie de wedstrijden die de Polen speelden.
Zieliński werd op 29 mei 2024 door bondscoach Michał Probierz opgenomen in de voorlopige Poolse selectie voor het EK 2024 in Duitsland. Op 7 juni 2024 werd hij ook opgenomen in de definitieve selectie. Polen werd in de groepsfase uitgeschakeld met nederlagen tegen Nederland (1–2) en Oostenrijk (1–3) en een gelijkspel tegen Frankrijk (1–1). Zieliński kwam op het toernooi in iedere wedstrijd in actie. Op 8 juni 2025 werd Zieliński door Probierz benoemd tot aanvoerder van het nationale team. Voormalig aanvoerder Robert Lewandowski besloot daarop om niet meer onder leiding van Probierz uit te komen voor Polen.
| 1  | 14 augustus 2013  | Polen – Denemarken    | 3 – 2 | 3 – 2 | Oefeninterland         |
| 2  | 10 september 2013 | San Marino – Polen    | 0 – 1 | 1 – 5 | WK-kwalificatie 2014   |
| 3  | 10 september 2013 | San Marino – Polen    | 1 – 4 | 1 – 5 | WK-kwalificatie 2014   |
| 4  | 27 maart 2018     | Polen – Zuid-Korea    | 3 – 2 | 3 – 2 | Oefeninterland         |
| 5  | 8 juni 2018       | Polen – Chili         | 2 – 0 | 2 – 2 | Oefeninterland         |
| 6  | 7 september 2018  | Italië – Polen        | 0 – 1 | 1 – 1 | 2018/19 Nations League |
| 7  | 8 juni 2021       | Polen – IJsland       | 1 – 1 | 2 – 2 | Oefeninterland         |
| 8  | 29 maart 2021     | Polen – Zweden        | 2 – 0 | 2 – 0 | WK-kwalificatie 2022   |
| 9  | 7 september 2022  | Nederland – Polen     | 0 – 2 | 2 – 2 | 2022/23 Nations League |
| 10 | 26 november 2022  | Polen – Saoedi-Arabië | 1 – 0 | 2 – 0 | WK 2022                |
| 11 | 21 maart 2024     | Polen – Estland       | 2 – 0 | 5 – 1 | EK-kwalificatie 2024   |
| 12 | 7 juni 2024       | Polen – Oekraïne      | 2 – 0 | 3 – 1 | Oefeninterland         |
| 13 | 12 oktober 2024   | Polen – Portugal      | 1 – 2 | 1 – 3 | 2024/25 Nations League |
| 14 | 15 oktober 2024   | Polen – Kroatië       | 1 – 0 | 3 – 3 | 2024/25 Nations League |

## Erelijst
| Kampioen Serie A | 1× | 2022/23 |
| Coppa Italia     | 1× | 2019/20 |